# Sabrina Seminatore
Sabrina Seminatore (Palermo, 18 marzo 1964) è un'ex nuotatrice italiana.

## Biografia
Nata nel 1964 a Palermo, nel 1979 ha vinto una medaglia d'argento nei 100 m rana ai Giochi del Mediterraneo di Spalato, chiudendo con il tempo di 1'14"54, dietro alla connazionale Carlotta Tagnin.
A 16 anni ha partecipato ai Giochi olimpici di Mosca 1980, nei 100 m rana, uscendo in batteria, 3ª con il tempo di 1'13"76, nei 200 m rana, venendo eliminata in batteria, 7ª in 2'41"77, e nella staffetta 4×100 m misti con Laura Foralosso, Cinzia Savi Scarponi e Monica Vallarin, passando la sua batteria da 4ª in 4'21"69 e qualificandosi alla finale, terminata al 5º posto con il tempo di 4'19"05.
Nel 1983 ha vinto 2 ori ai Giochi del Mediterraneo di Casablanca, nei 100 m rana, con il tempo di 1'12"35, e nella staffetta 4×100 m misti insieme a Manuela Carosi, Grazia Colombo e Cinzia Savi Scarponi, in 4'17"99.
In carriera ha preso parte anche agli Europei di Spalato 1981 e Roma 1983, arrivando in entrambi i casi 7ª in finale nei 100 m rana.
Dopo il ritiro è diventata insegnante di nuoto per bambini.

## Palmarès

### Giochi del Mediterraneo
- 3 medaglie:
  - 2 ori (100 m rana a Casablanca 1983, staffetta 4x100 m misti a Casablanca 1983)
  - 1 argento (100 m rana a Spalato 1979)